# U–8 (második világháborús tengeralattjáró)
Az U–8 német tengeralattjárót 1935. július 16-án bocsátották vízre Kielben. Iskolahajó volt, egy harci küldetésben vett részt. Hajót nem süllyesztett el.

## Pályafutása
Az U–7 az iskola-tengeralattjárók flottillájában kezdte pályafutását, majd az 1. flottilla gyakorlóhajója lett. 1940. július 1-jétől fél éven át a 24. flottilla, majd leszereléséig a 22. flottilla kiképzési céljait szolgálta. Egy harci bevetése volt, amelyre Eitel-Friedrich Kentrat kapitánnyal indult, de ő a nyílt tengeren súlyosan megsérült egy balesetben, ezért Heinz Stein vette át a helyét. 1945- március 31-én kivonták a szolgálatból, majd május 5-én elsüllyesztették.

## Kapitányok
| Név                          | Kezdőnap             | Zárónap             |
| ---------------------------- | -------------------- | ------------------- |
| Harald Grosse                | 1935. augusztus 13.  | 1936. november 3.   |
| Georg Peters                 | 1938. június 24.     | 1939. szeptember 5. |
| Otto Schuhart                | 1938. szeptember 2.  | 1938. október 29.   |
| Wolf-Harro Stiebler          | 1939. szeptember 6.  | 1939. október 13.   |
| Heinrich Lehmann-Willenbrock | 1939. október 14.    | 1939. november 30.  |
| Georg-Heinz Michel           | 1939. december       | 1940. május 4.      |
| Eitel-Friedrich Kentrat      | 1940. május 5.       | 1940. június 7.     |
| Heinz Stein                  | 1940. június 5.      | 1940. június 9.     |
| Walter Kell                  | 1940. június 10.     | 1940. július 6.     |
| Hans-Jürgen Zetzsche         | 1940. július 7.      | 1940. július 28.    |
| Walter Kell                  | 1940. szeptember 13. | 1940. december 17.  |
| Heinrich Heinsohn            | 1940. december 18.   | 1941. április 25.   |
| Ulrich Borcherdt             | 1941. április 26.    | 1941. május 22.     |
| Rolf Steinhaus               | 1941. május 23.      | 1941. július 31.    |
| Horst Deckert                | 1941. augusztus 1.   | 1942. május 16.     |
| Rudolf Hoffmann              | 1942. május 17.      | 1943. március 15.   |
| Alfred Werner                | 1943. március 16.    | 1944. május 12.     |
| Jürgen Iversen               | 1943. május 13.      | 1944. november 24.  |
| Jürgen Kriegshammer          | 1944. november 25.   | 1945. március 31.   |

## Őrjáratok
| Indulás | Indulónap       | Érkezés | Zárónap         |
| ------- | --------------- | ------- | --------------- |
| Kiel    | 1940. május 19. | Kiel    | 1940. június 7. |